# Barretthydrus
Barretthydrus es un género de coleópteros adéfagos  perteneciente a la familia Dytiscidae. 

## Especies
- Barretthydrus geminatus
- Barretthydrus stepheni
- Barretthydrus tibialis